# Роман з продовженням
Рома́н з продо́вженням або рома́н-фейлето́н (нім. Bildungsroman, англ. serialized novel, фр. roman-feuilleton, пол. powiesc w odcincach) — роман, друкований у періодичних виданнях, публікації тексту якого продовжуються у кількох числах підряд. 
Така форма публікації запроваджена в другій половині XIX століття. Приклади роману-фейлетону: 
- «Посмертні записки Піквікського клубу» Чарлза Діккенса (друкувався у вигляді фейлетону у видавництві «Чепмен і Голл» в 1836 — 1837 роках);
- «Три мушкетери» Александра Дюма (друкувався частинами в журналі «Ле Сьєкль» з березня по липень 1844 року);
- «Граф Монте-Крісто» Александра Дюма (друкувався частинами у журналі «Journal des débats» з 28 серпня 1844 по 15 січня 1846 року);
- «Паризькі таємниці» Ежена Сю (виходив частинами у журналі «Journal des débats» з 19 червня 1842 року по 15 жовтня 1843 року);
- «Пані Боварі» Гюстава Флобера (друкувався у часописі «La Revue de Paris» 1856 року);
- «Камо грядеши» Генрика Сенкевича (публікувався в трьох польських часописах: «Gazeta Polska», «Czas», «Dziennik Poznański» у 1895 — 1896 роках).